# Tartan Noir
Tartan Noir è una forma di letteratura gialla specifica della Scozia e degli scrittori scozzesi. Ha le sue radici nella letteratura scozzese, ma prende in prestito elementi da altre fonti letterarie, tra cui le opere di scrittori di gialli americani della seconda metà del XX secolo, in particolare del genere hard boiled, e di autori europei.

## Scrittori delTartan Noir

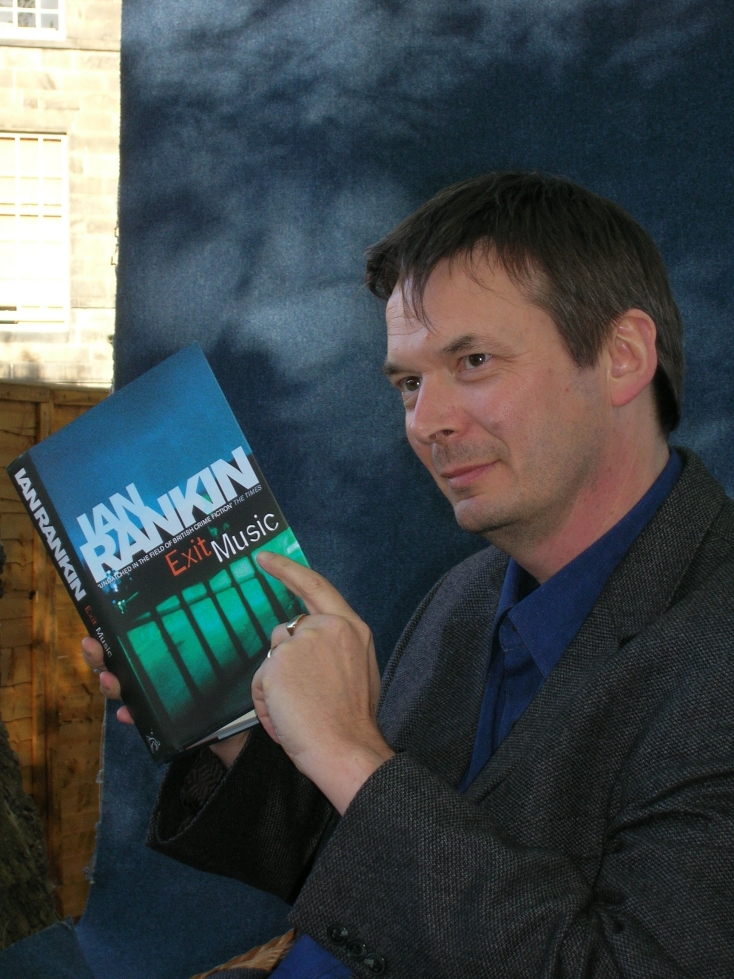
Il giallista Ian Rankin con uno dei suoi libri (2007)

- Lin Anderson
- Christopher Brookmyre
- Glenn Chandler
- Alex Gray
- Allan Guthrie
- Stuart MacBride
- Val McDermid
- William McIlvanney
- Denise Mina
- Caro Ramsay
- Ian Rankin
- Manda Scott
- Louise Welsh
- Alan Parks

## Titoli fondamentali
- Laidlaw (1977) di William McIlvanney (trad. ital. Laidlaw. Indagine a Glasgow - Tranchida 2000)
- Black and Blue (1997) di Ian Rankin (trad. ital. Morte grezza - Longanesi 2002)